# Dysdera flagellifera aeoliensis
Dysdera flagellifera aeoliensis is een spinnenondersoort in de taxonomische indeling van de celspinnen (Dysderidae).
Het dier behoort tot het geslacht Dysdera. De wetenschappelijke naam van de soort werd voor het eerst geldig gepubliceerd in 1973 door Alicata.